# Ивичест огненоопашен сцинк
Ивичестите огненоопашни сцинкове (Morethia ruficauda), наричани също червеноопашати моретии, са вид дребни влечуги от семейство Сцинкови (Scincidae).
Разпространени са в сухи саванни местности в северозападна Австралия. Тялото им е черно с няколко бели надлъжни ивици, а опашката и задните крака са яркочервени. Размножават се през сухия сезон. Описани са за пръв път от Артър Хенри Шекспир Лукас и Чарлз Фрост през 1895 година.